# Fontaine Louis XII
De Fontaine Louis-XII (Lodewijk XII-fontein) is een 16e-eeuwse fontein die zich bevindt in Blois, in de regio Centre-Val de Loire in Frankrijk.
Een eerdere fontein dateert uit de 13e eeuw. Deze stond vlak bij de graanmarkt maar werd verwoest. Hij werd herbouwd onder het bewind van Lodewijk XII, toen meesterfonteinbouwer Pierre de Valence rioleringswerkzaamheden uitvoerde in de stad.

## Geschiedenis
De fontein werd voor het eerst gedocumenteerd in de 13e eeuw onder de naam "L'Arsis des comtes de Blois", een verwijzing naar de grote handelshallen die de graven hadden opgezet in de buurt van de abdij van Bourg-Moyen.
De fontein werd gerenoveerd in 1492 en opnieuw in 1515, maar het uiterlijk bleef ongewijzigd. Tussen 1511 en 1512 was Pierre de Valence, de beroemde meester-fonteinbouwer, verantwoordelijk voor de heraanleg van de leidingen naar de fonteinen in Blois. Tussen 1512 en 1525 werden er talloze fonteinen en bronnen in de stad gebouwd. In 1573 of 1575 verscheen de fontein van Arsis op een tekening van François de Belleforest.
In de 16e eeuw werd de fontein van Arsis voor het eerst omgedoopt tot La Grande Fontaine ("De Grote Fontein").
Toen de Place Louis XII tussen 1819 en 1823 werd aangelegd, werd de fontein verplaatst naar zijn huidige locatie. Op dat moment, in 1820, werd hij definitief omgedoopt tot "Fontaine Louis-XII". De fontein werd slecht onderhouden en lag in puin, maar ontsnapte toch aan de sloop. De fontein werd in 1840 geklasseerd als historisch monument. De versieringen met beeldhouwwerk (de nissen, de bovenste balustrade en het stadswapen) werden vanaf 1890 uitgebreid gerestaureerd.
Tijdens de Tweede Wereldoorlog, in 1940, ontsnapte de fontein aan de bombardementen die het stadscentrum verwoestten. De fontein werd in 1988 gerestaureerd.

## Architectuur
De fontein bestaat uit een imposante rechthoekige gemetselde structuur die oorspronkelijk aanleunde tegen de huizen van het kruispunt Saint-Martin en een groot bassin dat in de 19e eeuw werd herbouwd.
Het onderste deel heeft geen versieringen. Alle versieringen komen voort uit het bovenste gedeelte, waar bladstelen, wijnbladeren en druiventrossen te zien zijn.
De nis in het midden is bedekt met een fijn gebeeldhouwd baldakijn, terwijl kleinere zijnissen met identieke versieringen de hoeken van de fontein markeren. Links van de centrale nis wordt het wapen van de stad weergegeven: een schild van fleur de lis vastgehouden door een stekelvarken en een wolf, volledig herbouwd in de 19e eeuw.

## Notities en referenties
1. ↑  (fr) La Fontaine De L' Arsis Des Comtes De Blois, Dite Fontaine Louis Xii à Blois (41) Blois. gralon.net. Geraadpleegd op 20/11/2023.
2. ↑  (fr) Cosperec, Annie (1994). Blois, la forme d'une ville. Impr. nationale, Paris, p. 87. ISBN 978-2-11-081322-0.
3. ↑  (fr) Capitale, Blois, Les fontaines de Blois : une histoire ancrée. Blois Capitale (18 augustus 2023). Geraadpleegd op 20 november 2023.
4. 1 2  Fontaine de l'Arsis des comtes de Blois, dite Fontaine Louis XII. www.pop.culture.gouv.fr. Geraadpleegd op 20 november 2023.
5. 1 2  (fr) Cosperec, Annie, CP035 Blois La Forme D Une Ville. calameo.com 201. Imprimerie nationale éditions (1994). Geraadpleegd op 20 november 2023.
6. ↑  (fr) Vildart, Alain, "Seul roi de France né à Blois, Louis XII y a laissé des souvenirs", La Nouvelle République, 07/08/2020. Geraadpleegd op 20 november 2023.